# Кошћан
Кошћан (пољ. Kościan) град је у Пољској у Војводству великопољском. По подацима из 2012. године број становника у месту је био 24 050.

## Становништво
| 2012.  |
| ------ |
| 24 050 |

## Партнерски градови
- Раковњик
- Алцај
- Шимег